# Resolutie 836 Veiligheidsraad Verenigde Naties
Resolutie 836 van de Veiligheidsraad van de Verenigde Naties werd op 4 juni 1993 aangenomen door de VN-Veiligheidsraad. Pakistan en Venezuela onthielden zich bij de stemming; de dertien andere leden stemden voor.

## Achtergrond
In 1980 overleed de Joegoslavische leider Tito, die decennialang de bindende kracht was geweest tussen de zes deelstaten van het land. Na zijn dood kende het nationalisme een sterke opmars, en in 1991 verklaarden verschillende deelstaten zich onafhankelijk. Zo ook Bosnië en Herzegovina, waar in 1992 een burgeroorlog ontstond tussen de Bosniakken, Kroaten en Serviërs. Deze oorlog, waarbij etnische zuiveringen plaatsvonden, ging door tot in 1995 vrede werd gesloten.

## Inhoud

### Waarnemingen
De Veiligheidsraad bevestigde resolutie 819, die eiste dat een aantal steden in Bosnië en Herzegovina als veilige gebieden werden behandeld en ook de soevereiniteit, territoriale integriteit en onafhankelijkheid van dat land werden
bevestigd. Militaire aanvallen en acties hiertegen werden veroordeeld. Men was ook nog steeds gealarmeerd over de ernstige schendingen van het internationaal humanitair recht. Het verwerven van grondgebied met geweld of door etnische zuivering was onaanvaardbaar.
De overheid van Bosnië en Herzegovina werd geloofd omdat ze het Plan Vance-Owen had ondertekend. De Bosnisch-Servische partij aanvaardde het plan echter niet. Het geweld in het land ging gewoon door en de bevolking had daar erg onder te lijden, vooral in Sarajevo, Bihac, Srebrenica, Gorazde, Tuzla en Žepa. Ook hinderden de Bosnisch-Serviërs de levering van hulpgoederen.
De Veiligheidsraad bevestigde de ban op militaire vluchten boven Bosnië en Herzegovina, en dat het concept van de "veilige gebieden" was bedacht als antwoord op een noodsituatie en zou bijdragen aan een duurzame politieke oplossing. De oplossing moest gebaseerd zijn op de volgende principes:
- Het einde van de vijandelijkheden.
- Terugtrekking uit de met geweld of door etnische zuiveringen ingenomen gebieden.
- De gevolgen van de etnische zuiveringen terugdraaien.
- Het recht op terugkeer voor alle vluchtelingen.
- Respect voor de soevereiniteit, territoriale integriteit en onafhankelijkheid van Bosnië en Herzegovina.

### Handelingen
De Veiligheidsraad riep op om al zijn resoluties ten uitvoer te brengen en loofde het vredesplan voor Bosnië en Herzegovina. De Raad besloot het respect voor de veilige gebieden te verzekeren en daarom het mandaat van de UNPROFOR-macht te verbreden. Die mocht in de veilige gebieden aanvallen afweren, toezien op het staakt-het-vuren, werken aan de terugtrekking van militaire en paramilitaire eenheden en een aantal sleutelposities bezetten. De veilige gebieden waren een tijdelijke maatregelen met als doel de gevolgen van het geweld terug te draaien en ontheemden te laten terugkeren naar hun huizen. De secretaris-generaal werd gevraagd:
a. UNPROFOR en de beveiliging van de veilige gebieden te versterken.
b. De commandant van UNPROFOR opdragen zo veel mogelijk troepen in te zetten in Bosnië en Herzegovina.
De lidstaten werden opgeroepen hieraan troepen en logistiek bij te dragen.
UNPROFOR werd geautoriseerd om maatregelen te nemen, waaronder het gebruik van geweld, tegen de bombardementen op, invallen of de hindering van UNPROFOR of hulpkonvooien in de veilige gebieden. Ook de lidstaten mochten hun luchtmacht inzetten ter ondersteuning van UNPROFOR rond de veilige gebieden. Die lidstaten moesten hun maatregelen wel coördineren met de secretaris-generaal. Die laatste werd gevraagd binnen de zeven dagen te rapporteren hoe deze resolutie zou worden uitgevoerd en wat dat zou kosten. Binnen 2 maanden moest hij dan rapporteren over de uitvoering en de naleving van deze resolutie. De Raad benadrukte ten slotte dat nieuwe en hardere maatregelen tot de mogelijkheden bleven behoren.

## Verwante resoluties
- Resolutie 824 Veiligheidsraad Verenigde Naties
- Resolutie 827 Veiligheidsraad Verenigde Naties
- Resolutie 838 Veiligheidsraad Verenigde Naties
- Resolutie 842 Veiligheidsraad Verenigde Naties

Lijst ·  800 ·  801 ·  802 ·  803 ·  804 ·  805 ·  806 ·  807 ·  808 ·  809 ·  810 ·  811 ·  812 ·  813 ·  814 ·  815 ·  816 ·  817 ·  818 ·  819 ·  820 ·  821 ·  822 ·  823 ·  824 ·  825 ·  826 ·  827 ·  828 ·  829 ·  830 ·  831 ·  832 ·  833 ·  834 ·  835 ·  836 ·  837 ·  838 ·  839 ·  840 ·  841 ·  842 ·  843 ·  844 ·  845 ·  846 ·  847 ·  848 ·  849 ·  850 ·  851 ·  852 ·  853 ·  854 ·  855 ·  856 ·  857 ·  858 ·  859 ·  860 ·  861 ·  862 ·  863 ·  864 ·  865 ·  866 ·  867 ·  868 ·  869 ·  870 ·  871 ·  872 ·  873 ·  874 ·  875 ·  876 ·  877 ·  878 ·  879 ·  880 ·  881 ·  882 ·  883 ·  884 ·  885 ·  886 ·  887 ·  888 ·  889 ·  890 ·  891 ·  892